# Somersault – Wie Parfum in der Luft
Somersault – Wie Parfum in der Luft (Originaltitel: Somersault) ist ein vielfach preisgekrönter australischer Independentfilm aus dem Jahr 2004.

## Handlung
Heidi (16) ist ein schwieriger Teenager und verträgt sich nicht mit ihrer allein erziehenden Mutter Nicole. Als Heidi mit Nicoles Freund kurz vor einer sexuellen Begegnung steht und Nicole die beiden erwischt, kommt es zum großen Krach und Heidi reißt aus. Mit dem Bus fährt sie in einen Wintersportort nach New South Wales. Um wenigstens nachts ein Dach über dem Kopf zu haben, wirft sie sich in Kneipen wahllos Männern an den Hals und geht mit ihnen ins Bett. Das versucht sie auch mit Joe, einem etwa 25-jährigen Farmerssohn. Der bucht zwar ein Hotelzimmer und übernachtet mit Heidi im selben Bett, doch rührt er sie nicht an.
Heidi findet einen Job als Tankstellenverkäuferin und freundet sich mit ihrer Kollegin Bianca an, die Gastwirtin Irene vermietet ihr die Wohnung ihres abwesenden Sohnes. Allerdings findet Heidi keinen Anschluss bei den Dorfbewohnern, da sich ihr Ruf als „leichtes Mädchen“ allgemein herumgesprochen hat. Biancas Stiefvater ist die Freundschaft seiner Stieftochter zu Heidi ein Dorn im Auge, daher spinnt er eine Intrige: Fälschlich behauptet er, dass Heidi ihn verführen wollte. Bianca bricht aufgebracht den Kontakt zur unschuldigen Heidi ab. Joe und Heidi empfinden indes mehr und mehr Faszination füreinander, doch scheuen sie beide davor zurück, sich ineinander zu verlieben. Heidi ist zwar bereit, Sex zu geben, blockt aber offenbar tiefere Gefühle ab. Das wiederum macht Joe zu schaffen.
Als Heidi in betrunkenem Zustand gerade dabei ist, sich auf Gruppensex mit zwei jungen Touristen einzulassen, platzt Joe herein, und es kommt zum Eklat. Er wirft die beiden jungen Männer raus und macht Heidi klar, wie sehr er ihre Lebensweise verachtet. Um ihn zurückzuholen, torkelt sie im Schneegestöber splitternackt durch die Dorfstraße. Das geht selbst der toleranten Irene zu weit, und sie kündigt Heidi am nächsten Morgen die Wohnung. Dabei erfährt Heidi Irenes Geheimnis: Ihr Sohn sitzt wegen Mordes im Gefängnis, und Irene macht Heidi klar, dass eine Mutter immer in der Lage ist, ihrem Kind zu verzeihen, gleich, was es angestellt hat.
Das ermuntert Heidi dazu, Nicole anzurufen. Diese verzeiht ihr und holt sie später mit dem Auto ab. Inzwischen haben sich Heidi und Joe ausgesprochen. Zwar wird aus ihnen kein Liebespaar, aber sie gehen in freundschaftlicher Verbundenheit ihre eigenen Wege.

## Hintergrund
Der Arbeitstitel des Films lautete More Than Scarlet. Abbie Cornish spielte in Somersault ihre erste Hauptrolle. Um einigermaßen authentisch wie 16 zu wirken, wurde die zur Drehzeit 21-Jährige blass geschminkt.
Die Weltpremiere fand am 17. Mai 2004 auf den Internationalen Filmfestspielen von Cannes statt, wo der Film im Wettbewerb lief. Die deutsche Erstaufführung war am 19. Mai 2005. 2007 und 2008 wurde Somersault von mehreren Dritten Programmen der ARD in einer gegenüber der DVD-Veröffentlichung um sieben Minuten verkürzten Fassung ausgestrahlt.

## Auszeichnungen und Nominierungen
| Auszeichnungen - 2004 – Australian Film Institute (AFI) Award: Bester Film: Anthony Anderson (Produzent) Beste Regie: Cate Shortland Bestes Drehbuch: Cate Shortland Beste männliche Hauptrolle: Sam Worthington Beste weibliche Hauptrolle: Abbie Cornish Beste männliche Nebenrolle: Erik Thomson Beste weibliche Nebenrolle: Lynette Curran Beste Kamera: Robert Humphreys Beste Kostüme: Emily Seresin Bester Schnitt: Scott Gray Beste Musik: Decoder Ring Bestes Produktionsdesign: Melinda Doring Beste Tontechnik: Mark Blackwell, Peter D. Smith, Sam Petty - 2004 – Film Critics Circle of Australia Awards: Bester Film Beste Regie: Cate Shortland Beste weibliche Hauptrolle: Abbie Cornish Beste weibliche Nebenrolle: Lynette Curran Beste Kamera: Robert Humphreys - 2004 – Inside Film Awards: Bester Film Beste Regie: Cate Shortland Bestes Drehbuch: Cate Shortland Beste Darstellerin: Abbie Cornish Beste Kamera: Robert Humphreys Beste Musik: Decoder Ring - 2004 – Australian Screen Sound Guild (ASSG) Award: Soundtrack of the Year Peter D. Smith, Sam Petty (Beste Tonabmischung) Mark Blackwell, Ben Smith (Beste Tonaufnahme) - 2004 – Australian Writers' Guild: Awgie Award: Cate Shortland Major Award: Cate Shortland - 2004 – Screen Music Awards, Australia: Bester Originalsong (Titel „Somersault“): Decoder Ring - 2004 – Ljubljana International Film Festival, Kingfisher Award: Cate Shortland - 2005 – Australian Cinematographers Society, Award of Distinction: Robert Humphreys (Kamera) - 2005 – Australian Screen Directors' Association (ASDA) Award: Cate Shortland (Beste Regie) - 2005 – Jackson Hole Film Festival, Cowboy Award: Bester Spielfilm Beste Regie: Cate Shortland Bester Schnitt: Scott Gray Beste Musik: Decoder Ring, Norman Parkhill - 2005 – Miami Film Festival, Breakthrough Award: Cate Shortland Abbie Cornish | Nominierungen - 2004 – Australian Film Institute (AFI) Award: Beste männliche Nebenrolle: Nathaniel Dean Beste weibliche Nebenrolle: Hollie Andrew - 2004 – Film Critics Circle od Australia (FCCA) Awards: Bestes Drehbuch: Cate Shortland Beste männliche Hauptrolle: Sam Worthington Beste männliche Nebenrolle: Erik Thomson Bester Schnitt: Scott Gray Beste Musik: Decoder Ring - 2004 – Inside Film (IF) Awards: Beste männliche Hauptrolle: Sam Worthington Beste Tontechnik: Sam Petty, Pete Kelly, Matt Fitzgerald - 2004 – Screen Music Awards, Australia: Bester Originalsong (Titel „Bitter Plum“): Amanda Brown Bestes Soundtrack-Album: Decoder Ring - 2004 – Tokyo International Film Festival, Tokyo Grand Prix: Cate Shortland |

## Kritik
- „Somersault“ ist ein guter Film mit einem klaren Konzept, der wahrscheinlich nicht jeden in gleicher Weise ansprechen wird. Man kann ihn lediglich als ein weiteres Drama über das Erwachsenwerden ansehen; mehr Freude wird man daran haben, wenn man sich von dieser Vorlage frei macht und den Blick auf die für den Film ebenso wichtigen Themen Liebe, Sex, Beziehung, Angst und Vergebung richtet, die er auf eine sehr individuelle Weise behandelt. (Lars Lachmann, filmstarts.de)[2]

- Was die Story und die Figuren zu wenig an Tiefe haben, das machen die beeindruckende Leinwandpräsenz der kühlen Schönheit Abbie Cornish und die auratische Fotografie Humphreys wieder wett. Somersault heißt auf Deutsch Purzelbaum oder Salto. Cate Shortland liefert einen ersten Spielfilm ab, bei dem man irgendwie unschlüssig bleibt, ob es sich dabei noch um Bodenturnen oder bereits um Akrobatik handelt. (Marguerite Seidel, critic.de)[3]

- „Somersault“ ist auf eine, im heutigen Kino, selten gewordene Art sinnlich und anspruchsvoll, ohne den Zuschauer dabei einzuschüchtern. Sehenswert. (Jan Heesen, digitaldvd.de)[4]